# Histoire du droit au Québec

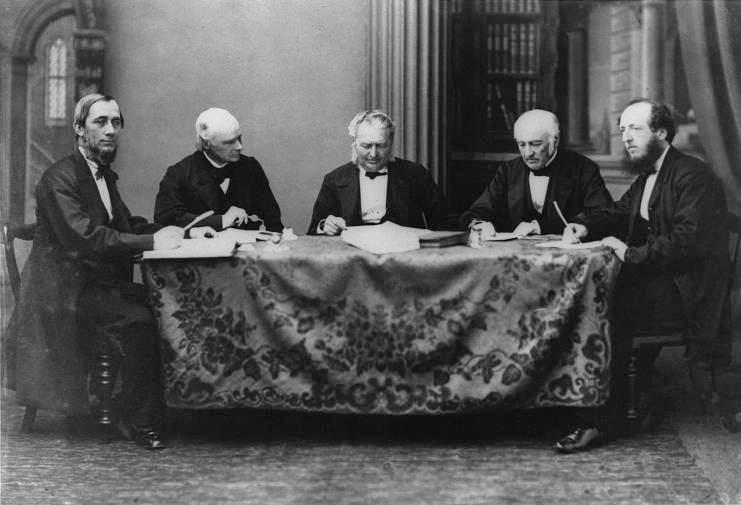
Commission ayant pour mandat de codifier les lois du Bas-Canada (vers 1865). De gauche à droite : Joseph-Ubalde Beaudry, Charles Dewey Day, René-Édouard Caron, Augustin-Norbert Morin et Thomas McCord

L'histoire du droit au Québec se déroule de la fondation de la ville de Québec en 1608 jusqu'à nos jours.
Le droit québécois apparaît au XVIIe siècle avec l'implantation, sur le territoire canadien, d'un système juridique calqué sur l'Ancien régime français. Il subira un bouleversement majeur lors de la Conquête britannique en 1759-1760 alors que la Grande-Bretagne tente d'implanter son système juridique. À partir de ce moment et pour le reste de son histoire, le droit québécois sera gravé par la mixité entre les sources françaises et anglaises.
Sur le plan du droit privé, le Québec se dotera, en 1866, de son propre code civil, le Code civil du Bas-Canada, qui restera en vigueur jusqu'à ce qu'il soit remplacé par le Code civil du Québec en 1994. Sur le plan du droit public, l'histoire du droit québécois est ponctuée de nombreux débats sur le statut politique du Québec, sans qu'aucune grande réforme ne fasse véritablement progresser la question.

## Régime français (1534-1760)

### Système colonial comptoir (1534-1663)
On peut faire remonter l'histoire du droit québécois à l'arrivée du navigateur Jacques Cartier près de Gaspé en 1534 lorsqu'il déclare prendre possession du territoire au nom de la France. À l'époque, les puissances européennes considèrent qu'une terre inconnue appartient à la première personne qui en fait la découverte,. Toutefois, c'est lors de la fondation de Québec par Samuel de Champlain que la présence française en Amérique prend une forme plus permanente. Le système juridique de l'époque est le même que celui en vigueur en France à ce moment. Toutefois, l'absence d'institutions semblables à la France obligera l'adaptation des règles et ainsi, une grande discrétion aux représentants du roi sur le territoire de la Nouvelle-France. Ainsi, dans les débuts de la colonie, Champlain possède lui-même les pouvoirs exécutifs, législatifs et judiciaires. Le droit « importé » comprend autant la législation (édits royaux, ordonnances et arrêts du Conseil du Roi) que le droit coutumier privé. En l'absence de droit coutumier local et d'indication de l'autorité souveraine, c'est généralement la Coutume de Paris qui sera la référence en matière de droit privé.
En 1627 est créée la Compagnie des Cent-Associés. La Nouvelle-France passe donc d'un régime royal à un régime commercial. Le développement est assuré par la compagnie en échange de la colonisation des terres. La Compagnie possède des droits seigneuriaux et est propriétaire de vastes portions du territoire .

### Système colonial de peuplement (1663-1760)
L'année 1663 marque un changement important dans le système juridique du Canada. La France, incapable de régler promptement les affaires de la colonie, crée le Conseil souverain de la Nouvelle-France, une institution qui vise à reprendre la propriété de la colonie (propriété qui était sous la Compagnie des Cent-Associés),. Le Conseil est alors doté, au nom du roi, des pouvoirs des législatifs, exécutifs et judiciaires. On peut considérer qu'il s'agit du premier gouvernement civil au Canada. À partir de 1665, avec l'arrivée de Jean Talon, le Conseil partage toutefois son pouvoir avec l'intendant de la Nouvelle-France. Ce dernier possède plusieurs pouvoirs exécutifs, législatifs et judiciaires. Le Conseil est ainsi responsable de gérer les deniers publics, traiter des affaires commerciales et nommer des officiers chargés de prononcer la justice. Sur le plan du droit en vigueur, le roi Louis XIV adopte un édit qui fait appliquer officiellement la Coutume de Paris au Canada. La Coutume régit « les droits des individus, en particulier leur statut personnel, leur régime matrimonial, ainsi que la propriété et la transmission de leurs biens. » Elle restera, avec l'Ordonnance de 1667, la fondement du droit en vigueur au Québec, et ce, jusqu'à la codification du droit québécois au XIXe siècle.
Contrairement au droit civil qui s'est adapté aux conditions locales, le droit pénal que les anglophones considèrent comme le droit criminel en vigueur durant la période coloniale française est resté purement français. Il est, comme en métropole, particulièrement rigoureux (torture occasionnelle, exécutions sordides, etc.).
Ce système juridique restera en vigueur jusqu'à la Conquête du Canada par la Grande-Bretagne en 1759-1760.

## De la conquête (1760) à la confédération (1867)
Après les combats de 1759 et 1760, les troupes françaises (moins de 10 000 hommes sur tout le territoire contrôlé par la France) sont défaites par les troupes britanniques au Canada. S'installe alors un régime militaire britannique en Nouvelle-France (1760-1763). Les années qui suivent marquent une profonde incertitude sur le droit en vigueur. Malgré les demandes contraires, les Britanniques décident d'appliquer dans la mesure du possible les lois anglaises, mais dans les faits, plusieurs tribunaux continuent d'utiliser le droit français.
Par le Traité de Paris de 1763, la colonie, qui aurait pu demeurer française car les Anglais avaient proposé que la France ne garde pas les Antilles (Martinique et Guadeloupe), qui seraient devenues des territoires anglais et que le Canada reste aux mains des Français, devient anglaise. Le roi George III édicte la Proclamation royale de 1763 qui créé un nouveau territoire nommé Province de Québec. Sur le plan politique, aucune assemblée n'est élue pour représenter les citoyens et le pouvoir est exercé uniquement par le gouverneur et ses conseillers. Les catholiques sont exclus des fonctions publiques par l'instauration du serment du test. La Proclamation royale instaure le droit anglais dans la Province, mais l'incertitude subsiste malgré tout quant au droit en vigueur et les habitants, peu familiers avec le système de justice anglais, réussissent à poursuivre l'utilisation du droit français devant certains tribunaux. Le recours à l'arbitrage est d'ailleurs fréquent à l'époque
En 1774, en raison de la résistance des Canadiens français à l'introduction du droit anglais, le Parlement britannique adopte l'Acte de Québec (1774) qui réinstaure le droit français dans les affaires privées (c'est-à-dire le droit de la propriété et les droits civils). Cette loi majeure dans l'histoire du droit québécois fera de la tradition du droit civil, la tradition juridique du droit privé au Québec jusqu'à nos jours. L'Acte de Québec abolit du même coup le serment du test et autorise la poursuite du régime seigneurial pour les terres déjà occupées. Le droit pénal demeure toutefois le même qu'en Angleterre. Sur le plan du pouvoir législatif, l'Acte crée le Conseil pour les affaires de la province de Québec, composé d'une vingtaine de personnes chargées de conseiller le gouverneur de la province.
En 1791, afin de prendre en compte l'arrivée des Loyalistes américains, la Grande-Bretagne adopte l'Acte constitutionnel et divise la Province de Québec en deux colonies : l'une principalement anglophone, le Haut-Canada (le sud de l'Ontario actuel), et l'autre principalement francophone, le Bas-Canada (le sud du Québec actuel). Les deux colonies se voient doter d'un parlement et en 1792 ont lieu les premières élections du Parlement du Bas-Canada. Le Conseil exécutif reste nommé par le roi qui conserve le pouvoir de ne pas entériner les lois en provenance du Parlement. Le Conseil fait aussi office de tribunal d'appel dans certains cas. Les débuts de la démocratie sur le territoire sont difficiles. Le Conseil exécutif n'est pas responsable devant le Parlement. La présence de francophones majoritaires à l'Assemblée législative, mais minoritaires au Conseil législatif et au Conseil exécutif occasionne de nombreux débats, notamment sur la question de la langue,.
Les nombreux griefs face au régime politique amène aux Rébellions de 1837. En réaction, les institutions démocratiques du Bas-Canada sont suspendues. Le Parlement du Royaume-Uni suspend l'Acte constitutionnel et confère les pouvoirs du Parlement du Bas-Canada au Conseil spécial du Bas-Canada nommé par le gouverneur. C'est tout de même à cette époque que seront créées les institutions municipales au Québec. Le régime d'exception prendra fin quelques années plus tard, lorsqu'en 1840, le Parlement du Royaume-Uni adopte l'Acte d'Union qui unira, en 1841, le Haut-Canada et le Bas-Canada dans une seule colonie : la Province du Canada (ou Canada-Uni). Cette décision faisait suite au rapport Durham qui constatait que le régime constitutionnel précédent n'assimilait pas suffisamment les Canadiens-français au peuple anglais.
L'union législative faite en 1841 entre le Bas-Canada et le Haut-Canada se traduira néanmoins en un régime proto-fédératif qui permettait aux deux composantes (nommées Canada-Est et Canada-Ouest) d'avoir des règles qui leur étaient propres. Le Canada-Est conservait son droit coutumier issu de la Nouvelle-France dans les affaires civiles et commerciales, et les institutions judiciaires, scolaires et municipales étaient distinctes. Quelques années après sa création, le Parlement de la province du Canada obtiendra le principe du gouvernement responsable.
Le milieu du XIXe siècle marque une effervescence sur le plan des changements juridiques au Canada-Est. La Cour du banc de la Reine (ancêtre de l'actuelle Cour d'appel) est créée en 1849. En 1854, le régime seigneurial de la Nouvelle-France toujours en vigueur est aboli. C'est aussi au milieu du XIXe siècle que commence à apparaître une doctrine juridique véritablement québécoise, et que les premiers cours de droit débutent à la nouvelle faculté de droit de l'Université Laval. En 1857, est créée la Commission de codification des lois civiles du Bas-Canada,. La commission met six ans pour aboutir au Code civil du Bas-Canada, un travail de codification complexe visant à intégrer la variété des sources du droit québécois (françaises, anglaises, locales, coutumières, législatives et jurisprudentielles). Le Code civil du Bas-Canada restera la loi principale du droit civil québécois jusque dans les années 1980. En 1867, le premier code de procédure civile du Québec entrera en vigueur.

## De la confédération (1867) jusqu'à la Révolution tranquille

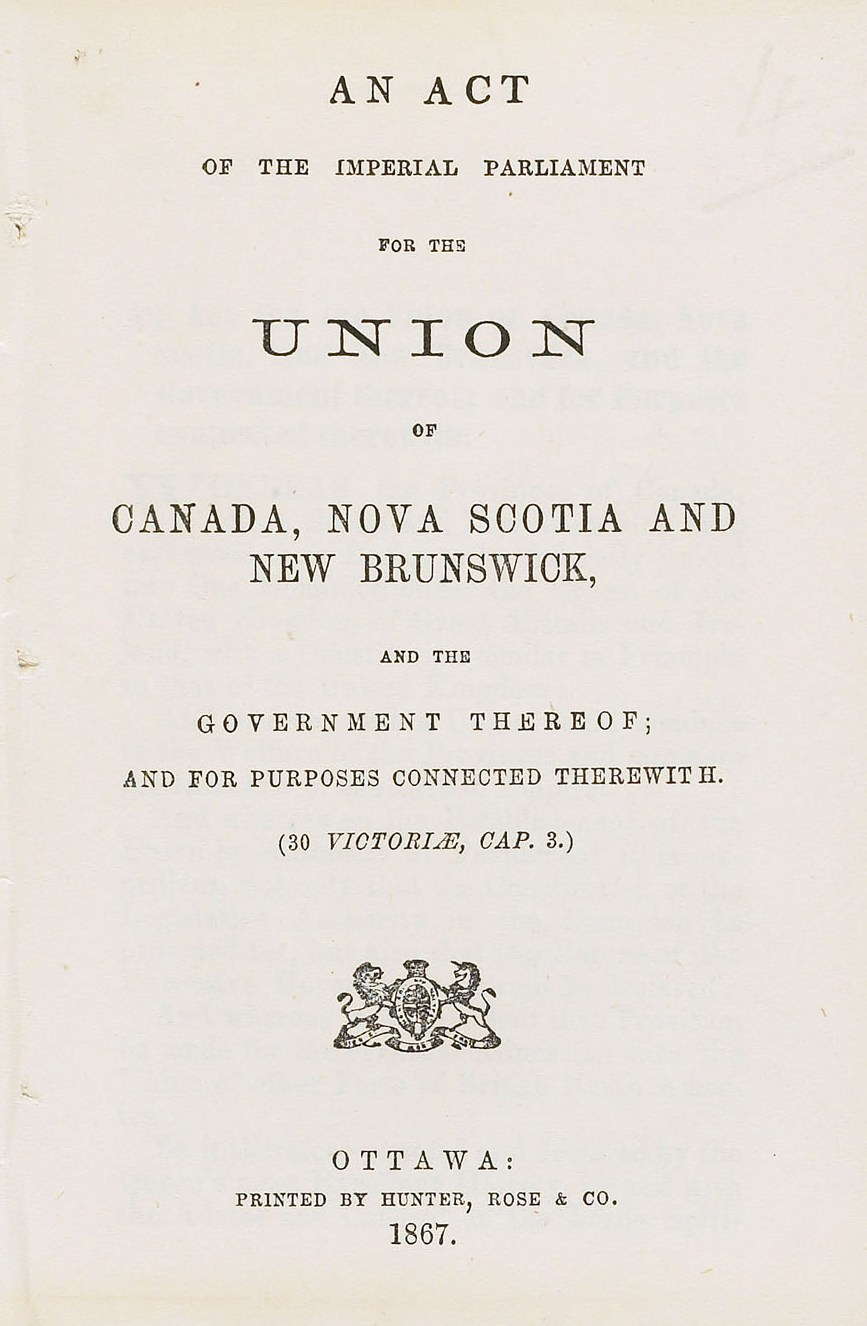
L'Acte de l'Amérique du Nord britannique de 1867 fondant le Canada et la province de Québec.

Le 1er juillet 1867, l'Acte de l'Amérique du Nord britannique de 1867 (loi du Parlement du Royaume-Uni) fait fusionner différentes colonies britanniques pour former le Canada. La Province du Canada est alors divisée en deux provinces dans le nouveau pays : l'Ontario et le Québec. Le Canada est créé sous une forme fédérale. Les compétences législatives sont partagées entre les parlements des provinces et un Parlement fédéral. Le Québec conserve ainsi le pouvoir sur une bonne partie du droit civil.
Les premières années de la fédération canadienne sont marquées par de nombreux débats judiciaires sur le  partage des compétences entre les provinces et le Parlement fédéral. Contrairement aux interprétations de la Cour suprême du Canada, le Comité judiciaire du Conseil privé, plus haut tribunal à l'époque, interprète la Constitution de manière à protéger les pouvoirs des provinces et promouvoir une relation d'égalité entre ces dernières et le palier fédéral. En 1898 et 1912, les frontières du Québec sont étendues pour comprendre l'entièreté du Nord québécois, mais une décision du Conseil privé viendra retrancher le Labrador du territoire québécois.

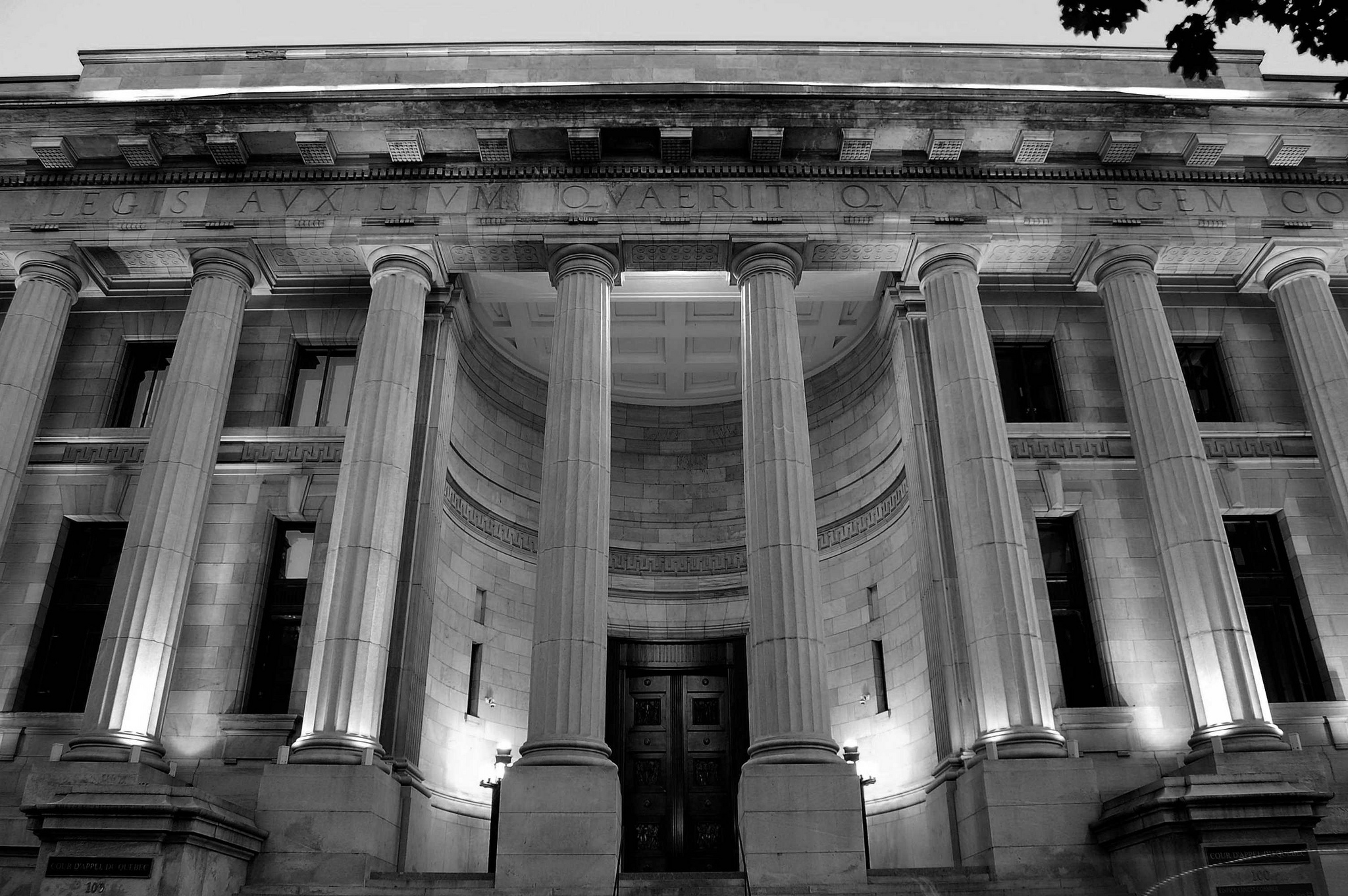
Édifice Ernest-Cormier, construit dans les années 1920 pour entendre les causes criminelles. Il abrite aujourd'hui la Cour d'appel du Québec à Montréal.

Même si l'adoption du Code civil du Bas-Canada en avait déjà marqué un jalon, les années 1920 révèlent le vrai début d'un mouvement d'affirmation du droit civil dans les affaires juridiques québécoises. Cet essor est notamment associé au professeur et juge Pierre-Basile Mignault, auteur du premier traité complet sur le droit québécois, et défenseur important du droit civil au Québec. Quelques progrès socio-juridiques sont effectués à cette époque, comme l'abolition de la mort civile en 1906. En 1914, Annie MacDonald Langstaff devient la première femme à être diplômée d'une faculté de droit mais il faudra attendre trente ans de lutte pour que les quatre premières femmes soient admises au Barreau du Québec en 1942,. C'est d'ailleurs lors du bâtonnat de 1990-1991 que le Barreau s'est doté de sa première bâtonnière du Québec, Sylviane Borenstein.
L'arrivée au pouvoir de Maurice Duplessis en 1936 amorce le début d'importantes sagas judiciaires entre le pouvoir politique au Québec et les tribunaux. En 1937, le gouvernement Duplessis fait adopter la Loi du cadenas visant à mettre un terme aux activités communistes au Québec. La Cour suprême du Canada invalidera cette loi en 1957. C'est toutefois l'affaire Roncarelli qui marquera cette époque. La Cour suprême condamne le premier ministre Duplessis pour avoir retiré volontairement un permis d'alcool à Frank Roncarelli en raison de son adhésion aux témoins de Jéhovah. Il s'agit d'une des décisions les plus importantes du droit canadien, non seulement parce qu'elle illustre cette période sombre de l'histoire du Québec qu'est la Grande Noirceur, mais aussi parce qu'il s'agit de la première grande décision canadienne sur la primauté du droit et la liberté de religion,.

## Révolution tranquille (années 1960 et 1970)
À partir de la Révolution tranquille, le droit québécois se modernise. Dès 1955, le gouvernement prévoit de réformer le Code civil du Bas-Canada. Pendant ce travail de longue haleine, le droit évolue parallèlement avec l'adoption en 1964 de la Loi sur la capacité juridique de la femme mariée. Cette loi permet notamment à la femme d'agir civilement, d'ester en justice et supprime le devoir d'obéissance envers le mari. En 1965, un nouveau Code de procédure civile est adopté et abolit l'emprisonnement en matière civile. D'autres droits de la personne progressent de façon importante à cette époque. Le mariage civil est permis en 1969 et l'âge de la majorité passe, en 1972, de 21 à 18 ans. Cette évolution culmine par l'adoption, en 1975, de la Charte des droits et libertés de la personne. Cette Charte donne aux Québécois plusieurs droits civiques dans leur relation entre eux et dans leurs relations avec le gouvernement (comme le droit à la liberté, le droit à ne pas être discriminé, etc..),. 
Le Québec créé aussi durant cette période plusieurs régimes à caractère social visant à protéger les citoyens et à augmenter l'accès à la justice.  Une autre réforme de cette époque a été la création de la Société de l'assurance automobile du Québec (SAAQ). Ainsi, depuis 1978, il n'est plus possible pour une victime d'un accident de la route de poursuivre une autre personne pour des dommages corporels. Toutes les réclamations sont faites à la SAAQ qui est l'assureur public obligatoire pour les automobilistes. La Loi sur la protection du consommateur, adoptée dans les années 1970, créé de nombreuses obligations aux commerçants (obligation de fournir une garantie, obligations lors de la publicité, etc.). Finalement, le gouvernement instaure en 1977 une procédure d'action collective au Québec permettant à une personne d'intenter une poursuite au nom de plusieurs autres afin d'obliger une entreprise ou un gouvernement à indemniser toutes les personnes auxquelles il a porté préjudice.
Au niveau constitutionnel, dès les années 1960, des négociations se tiennent à de nombreuses reprises entre le Canada et le Québec sur une réforme de la Constitution du Canada. Malgré de nombreuses négociations jusqu'en 1982, aucune des réformes n’aboutira à la satisfaction des parties et la Constitution sera rapatriée sans l'accord du Québec par la Loi constitutionnelle de 1982. Parallèlement, les années 1970 marquent la venue de législations linguistiques. La Charte de la langue française remplace, en 1978 la Loi sur la langue officielle et consacre ainsi le français comme langue commune, notamment en matière de travail et d'éducation.

## Depuis 1982
Les débats constitutionnels se poursuivent après l'adoption de la Loi constitutionnelle de 1982. Durant la décennie suivante, deux projets de réforme importante de la Constitution canadienne échouent : l'Accord du lac Meech (1987-1990) et l'Accord de Charlottetown (1992). Ces échecs ont mené à la tenue d'un deuxième référendum québécois sur la souveraineté (1995), confirmant le statu quo. En 1997, le Québec réussit tout de même à faire modifier un article de la Constitution pour lui permettre d'organiser ses écoles publiques de manière laïque[réf. nécessaire]. La Loi constitutionnelle de 1982, plus particulièrement la Charte canadienne des droits et libertés, a toutefois eu un impact important sur le droit québécois. La Charte a amené la Cour suprême du Canada à invalider plusieurs lois québécoises, notamment sur la question linguistique.
Durant les dernières décennies, la réforme majeure au niveau du droit québécois a été le remplacement du Code civil du Bas-Canada par le Code civil du Québec. Cette modernisation du droit québécois débute plus formellement dans les années 1970 par la création de l'Office de révision du Code civil. Le processus se conclut le 1er janvier 1994 par l'entrée en vigueur du Code civil du Québec et l'abrogation définitive du Code civil du Bas-Canada. Le nouveau Code civil place la personne au centre du droit québécois et elle consolide la tradition de droit civil comme étant la ius commune, c'est-à-dire le fondement des principes du droit québécois.
Quelques réformes législatives de moyenne importance ont eu lieu durant les dernières années. Le Parlement du Québec adopte en 2014, un nouveau Code de procédure civile visant à favoriser les modes alternatifs de résolution des conflits. De même, la prise en compte du nombre important de conjoint de fait au Québec est un débat important des années 2010. Après que la Cour suprême du Canada ait refusé de leur appliquer les protections issues du mariage, le gouvernement a lancé un projet de consultation pour réformer le droit québécois à cet égard.